# Eupodoidea
Super-famille
Les Eupodoidea sont une super-famille d'acariens.

## Liste des familles
- Dendrochaetidae Olivier, 2009
- Eriorhynchidae Qin & Halliday, 1997
- Eupodidae Koch, 1842
- Pentapalpidae Olivier & Theron, 2000
- Penthaleidae Oudemans, 1931
- Penthalodidae Thor, 1933
- Proterorhagiidae Lindquist & Palacios-Vargas, 1991
- Rhagidiidae Oudemans, 1922
- Strandtmanniidae Zacharda, 1979

## Référence
- Koch, 1842 : Die Arachniden Neunter Band. Nürnberg, p. 1–108.